# 蝶々の朝吉
蝶々の朝吉（ちょうちょうのあさきち）は、必殺シリーズに登場した仕事人の一人。映画『必殺! THE HISSATSU』で、助っ人のはぐれ仕事人として登場したのが最初である。歌舞伎役者の片岡孝夫（現・十五代目 片岡仁左衛門）と、光GENJI（当時）の大沢樹生が演じていた。

## キャラクター
元は紀州藩平尾家の長男。『お待たせ必殺ワイド 仕事人vs秘拳三日殺し軍団 主水、競馬で大穴を狙う!?』に登場した平尾瀬兵衛は彼の父親で、真弓は妹である。束縛を嫌い、舞台がはねると贔屓のご機嫌取りを嫌い賭場へ遊びに行ってしまう不良気質な仕事人。
映画『必殺! THE HISSATSU』で初登場。人形浄瑠璃の人形師“此竹朝之助”（このたけあさのすけ）として公演のために江戸に来訪し、その際中村主水ら仕事人に六文銭一味の一人である伝次殺しを依頼したものの、動機が愛猫を殺されたことであったため依頼を断られ自暴自棄となった遊女・お君の頼みを受け入れて伝次を殺害、その際に独自の殺しを秀（三田村邦彦）に目撃されている。秀、勇次（中条きよし）らに六文銭一味の打倒に協力を求められたが、気まぐれな性格ゆえに一時は断っていた。六文銭との最終決戦の際に偶然、仕事人一味の戦いに参加。決戦から後日、人形浄瑠璃の舞台で本朝二廿四孝、八重垣姫を華麗に披露して幕を閉じる。なお人形遣いの指導は文楽座人形遣いで人間国宝の吉田蓑助があたり、八重垣姫の左は蓑助、足は桐竹勘十郎が遣っている。また舞台床では同じく文楽座から豊竹咲太夫、鶴澤清介がちょんまげのかつらを被って登場、浄瑠璃を語っている。
『お待たせ必殺ワイド 仕事人vs秘拳三日殺し軍団 主水、競馬で大穴を狙う!?』で、再登場。なお、『THE HISSATSU』の時点では主水とは裏稼業における面識はなく、本作序盤において初めて対面した。父・瀬兵衛と妹・真弓、また、真弓の幼馴染である尾張藩士脇田武之進の3名は、町奉行所に事実を訴えに行く前に、黒覆面の僧（赤井英和）が率いる「三日殺し軍団」により、瀬兵衛は自害に見せかけて、真弓は武之進とともに心中に見せかけ殺されてしまう。それを知った朝吉は主水たちの仕事に加わる。最後の殺しのシーンでは、軍団の首領・清海僧正（綿引勝彦）が率いる僧と戦っている最中に畳が傾き落とし穴に落ちてしまうが、主水が畳に投げた脇差に掴まって落し穴から飛び出し、清海の首筋に扇子に仕込んだ刃で一撃を加えた後に主水が太刀で切り倒して仕留め、父と妹の恨みを晴らす。
『必殺スペシャル・新春 大暴れ仕事人! 横浜偉人屋敷の決闘』では、清河八郎（滝田栄）とはかつての面識がある形で登場。人形浄瑠璃の仕事を異国の民に披露しており、博打の遊びも相変わらずであった。終盤の決闘においては独自で行動、白銀屋の式子（波乃久里子）を仕留めた。主水との一騎討ちによって栄光の最期を終えた清河を弔いつつ江戸を離れる。
映画『必殺!5 黄金の血』において映画シリーズにも再登場。役者業から離れ、遊び人となり賭博をしていたことから、それを追う奉行所から逃げ隠れする日々を送っていた。仕事の際は別組織の仕事人・鎌いたちのおむら（名取裕子）と組んで多くの剣客たちを仕留めるコンビプレーを展開した。また、同作で大沢樹生が演じた朝吉は京言葉を話さない。

## 殺し技
扇子に鋭い長めの刃を仕込み、蝶の形に切った白い紙吹雪の舞う中、華麗な足捌きをしながら、急所を一刺し、または喉を掻き切る技を用いる。

## 登場作品

### テレビスペシャル
- 『お待たせ必殺ワイド 仕事人vs秘拳三日殺し軍団 主水、競馬で大穴を狙う!?』（1988年秋）朝日放送
- 『必殺スペシャル・新春 大暴れ仕事人! 横浜異人屋敷の決闘』（1990年正月）朝日放送

### 映画
- 『必殺! THE HISSATSU』（1984年）（役名：比竹 朝之助）
- 『必殺!5 黄金の血』（1991年）（この作品のみ大沢樹生が演じた。）